# Alen Ožbolt
Alen Ožbolt (* 24. června 1996, Novo Mesto) je slovinský fotbalový útočník, od července 2022 hráč izraelského mužstva Hapoel Tel Aviv FC. Mimo Slovinsko působil na klubové úrovni v Německu, Rakousku, Bulharsku, Izraeli a na Slovensku. Nastupuje ve středu útoku. Mezi jeho přednosti patří pohotové zakončení a výběr místa v šestnáctce.

## Klubová kariéra
Svoji fotbalovou kariéru začal ve Fužině Dvor, odkud v průběhu mládeže zamířil nejprve do celku NK Ivančna Gorica a následně do mužstev NK Krka a NK Domžale, jehož je odchovanec.

### NK Domžale (+ hostování)
V průběhu podzimní části ročníku 2013/14 se propracoval do "áčka" Domžale. Ligový debut v dresu tohoto klubu zažil ve 20. kole hraném 7. prosince 2013 proti Triglavu Kranj (výhra 4:1), na hrací plochu přišel v 75. minutě. Poprvé v dresu Domžale skóroval v lize v prvním kole sezony 2014/15, když v 10. minutě dal jediný a tudíž vítězný gól zápasu s týmem ND Gorica. V létě 2015 zamířil hostovat do slavného německého mužstva Borussia Dortmund, kde hrál pouze za mládež a rezervu v regionallize. V lednu 2017 se vrátil zpět do Domžale, se kterým na jaře téhož roku získal slovinský pohár. V průběhu podzimu 2017 se s NK představil v předkolech Evropské ligy UEFA 2017/18, kde s Domžale postoupil přes estonský klub FC Flora Tallinn (výhry 2:0 a 3:2), Valur z Islandu (výhry 2:1 a 3:2) a německý tým SC Freiburg (prohra 0:1 a výhra 2:0) do čtvrtého předkola - play-off, kde s Domžale vypadl po remíze 1:1 a prohře 0:3 s francouzským mužstvem Olympique de Marseille a do skupinové fáze nepostoupil. Celkem v dresu NK Domžale odehrál 40 ligových střetnutí, ve kterých vsítil šest branek.

### TSV Hartberg
Před jarní částí sezony 2017/18 odešel podruhé ve své kariéře do zahraničí, když se upsal tehdy druholigovému rakouskému celku TSV Hartberg. Své první ligové utkání v dresu tohoto klubu absolvoval 23. 2. 2018 ve 21. kole, když v souboji s týmem FC Swarovski Tirol (prohra 0:2), odehrál sedmnáct minut. Angažmá v Hartbergu se mu příliš nepovedlo, jelikož na hřiště přišel pokaždé jako střídající hráč.

### PFK Lokomotiv Plovdiv
V září 2018 zamířil opět do ciziny a stal se posilou bulharského mužstva PFK Lokomotiv Plovdiv, se kterým podepsal tříletou smlouvu.

#### Sezóna 2018/19
Ligový debut v dresu Lokomotivu si připsal 22. září 2018 proti klubu PFC Septemvri Sofia (výhra 3:1), na trávník přišel v 81. minutě. Poprvé za Plovdiv skóroval v souboji s celkem Vitoša Bistrica (výhra 2:1), když ve 41. minutě zvyšoval na 2:0. Svoji druhou branku v ročníku dal v 17. kole proti týmu Vereja Stara Zagora (remíza 2:2). Následně se střelecky prosadil ve 20. kole hraném 15. 12. 2018, když v první minutě nastavení druhého poločasu s mužstvem Botev Vraca zvyšoval na konečných 4:0. Počtvrté v sezoně rozvlnil síť soupeřovy branky v souboji s klubem PFK Beroe Stara Zagora (výhra 4:1), trefil se v 80. minutě. V rozmezí 26.-28. kola třikrát skóroval, po gólu dal týmům Vitoša Bistrica (výhra 3:0) FC Dunav Ruse (remíza 1:1) a PFK Slavia Sofia (remíza 1:1). 15. května 2019 dal proti městskému rivalovi - mužstvu PFK Botev Plovdiv jedinou branku utkání finále bulharského poháru a Lokomotiv Plovdiv tak díky němu získal tuto trofej.

#### Sezóna 2019/20
3. 7. 2019 nastoupil za mužstvo jako střídající hráč na posledních 25 minut v zápase bulharského Superpoháru hraného v Sofii proti tehdejšímu mistrovi - celku PFK Ludogorec Razgrad, kterému Plovdiv podlehl 0:2. Na podzim 2019 se s Lokomotivem představil v předkolech Evropské ligy UEFA 2019/2020, S Plovdivem nejprve postoupil díky pravidlu venkovních gólů přes slovenský klub FC Spartak Trnava (výhra doma 2:0 a prohra venku 1:3) a následně s ním vypadl ve třetím předkole, kde podlehl 2x 0:1 týmu RC Strasbourg Alsace z Francie.
Svůj první ligový gól v ročníku vsítil proti mužstvu FC Arda Kardzhali (výhra 5:2), ve 44. minutě zvyšoval na 3:0. Podruhé v sezoně skóroval v devátém kole do sítě klubu Carsko Selo Sofia, gól dal v 53. minutě a podílel se na vítězství 3:2. Následně se střelecky prosadil v dalším kole hraném 22. září 2019 v souboji s týmem Beroe Stara Zagora, když v 85. minutě zvyšoval na konečných 3:0. Svoji v pořadí čtvrtou branku v ročníku dal proti mužstvu SFC Etar Veliko Tarnovo, ve čtvrté minutě otevřel skóre utkání. Lokomotiv zvítězil na půdě soupeře vysoko 5:0. Svůj další přesný střelecký zásah v sezóně si připsal v 17. kole v souboji s Ludogorcem Razgrad, ale porážce 1:2 nezabránil. Pošesté v ročníku skóroval 9. 12. 2019 v zápase 19. kola s Dunavem Ruse (výhra 3:0), když ve 41. minutě zvyšoval na 2:0. V předkolech EL zaznamenal jeden gól, dal postupující branku v souboji s Trnavou.

### ŠK Slovan Bratislava
V zimě 2019/2020 měl nabídky z Bulharska či Maďarska, ale Ožbolt přestoupil na Slovensko, kde uzavřel kontrakt na 4,5 roku se Slovanem Bratislava.

#### Sezóna 2019/20
Svůj první ligový start za Slovan si připsal 1. 3. 2020 ve 21. kole v souboji s klubem FC Nitra (výhra 1:0), na hřiště přišel v 78. minutě místo Rafaela Ratãa. Poprvé v lize v dresu "belasých" se střelecky prosadil proti mužstvu MŠK Žilina, Se Slovanem vyhrál 3:2 a pomohl mu k obhajobě ligového primátu z předešlého ročníku 2018/19. S "belasými" ve stejné sezoně triumfoval i ve slovenském poháru a získal tak s klubem „double“.

#### Sezóna 2020/21
Za Slovan odehrál zápas druhého předkola Evropské ligy UEFA 2020/21 proti finskému týmu Kuopion Palloseura, se kterým po prohře 1:2 po penaltovém rozstřelu společně se svými spoluhráči ze soutěže vypadl. Své první ligové branky v ročníku docílil 11. srpna 2020 v souboji se Zemplínem Michalovce (výhra 5:0), když v 87. minutě po chybě v obraně hostí zvyšoval hlavou na 4:0. Podruhé v sezoně se trefil v následujícím třetím kole, když hlavou po přihrávce Erika Daniela srovnával na 1:1 proti ViOnu Zlaté Moravce – Vráble, Slovan nakonec prohrál 1:2. Následně skóroval v 57. minutě z penalty v odvetě s Michalovcemi (výhra 2:0) hrané 7. listopadu 2020. Ve 21. kole se trefil počtvrté v ročníku, stalo se tak v odvetném souboji proti iClinicu Sereď (výhra 5:0). Svůj pátý gól v sezoně zaznamenal 14. 3. 2021 v odvetě s mužstvem AS Trenčín, přihrával mu v 90. minutě Lukáš Pauschek. Slovan zvítězil na hřišti soupeře vysoko v poměru 6:2. Pošesté v ročníku dal branku 3. 4. 2021 ve 25. kole v odvetném střetnutí s ViOnem Zlaté Moravce – Vráble (výhra 4:1). Na jaře 2021 vybojoval se Slovanem ligový primát, pro mužstvo to byl již třetí v řadě. Zároveň s klubem získal podruhé za sebou po výhře 2:1 po prodloužení nad celkem MŠK Žilina domácí pohár a týmu pomohl poprvé v jeho historii k obhájení doublu.

### Hapoel Haifa FC (hostování)
Před sezonou 2021/22 zamířil kvůli většímu hernímu vytížení ze Slovanu na roční hostování do izraelského mužstva Hapoel Haifa FC. Po roce se vrátil zpět do Slovanu.

### Hapoel Tel Aviv FC
V létě 2022 Slovan Bratislava definitivně opustil a podepsal smlouvu v Izraeli v klubu Hapoel Tel Aviv FC.

## Klubové statistiky
Aktuální k 22. červenci 2022
| Sezona    | Klub                    | Soutěž       | Zápasy | Góly |
| --------- | ----------------------- | ------------ | ------ | ---- |
| 2013/2014 | NK Domžale              | 1. SNL       | 6      | 0    |
| 2014/2015 | NK Domžale              | 1. SNL       | 19     | 3    |
| 2015/2016 | Borussia Dortmund B     | Regionalliga | 26     | 3    |
| 2016/2017 | Borussia Dortmund B     | Regionalliga | 3      | 0    |
| 2016/2017 | NK Domžale              | 1. SNL       | 9      | 2    |
| 2017/2018 | NK Domžale              | 1. SNL       | 6      | 2    |
| 2017/2018 | TSV Hartberg            | Bundesliga   | 6      | 0    |
| 2018/2019 | PFK Lokomotiv Plovdiv   | Parva Liga   | 23     | 7    |
| 2019/2020 | PFK Lokomotiv Plovdiv   | Parva Liga   | 20     | 6    |
| 2019/2020 | ŠK Slovan Bratislava    | Fortuna liga | 6      | 1    |
| 2020/2021 | ŠK Slovan Bratislava    | Fortuna liga | 20     | 6    |
| 2021/2022 | Hapoel Haifa FC (host.) | Ligat ha'Al  | 29     | 11   |
| 2022/2023 | ŠK Slovan Bratislava    | Fortuna liga | 0      | 0    |
| 2022/2023 | Hapoel Tel Aviv FC      | Ligat ha'Al  |        |      |

## Reprezentační kariéra
Alen Ožbolt je bývalý mládežnický reprezentant, nastupoval za výběry do 16, 17, 19 a 21 let. V kategorii U21 je historicky nejlepším střelcem, když dal 10 gólů ve 23 zápasech.